# Vach Lewis
Vach „Cyclone Louie“ Lewis († 14. Mai 1908) war ein US-amerikanischer Krimineller und hochrangiges Mitglied der Eastman Gang in der Lower East Side von Manhattan in New York City. Er wird heute der sogenannten „Kosher Nostra“ zugerechnet.

## Leben
Seinen Spitznamen Cyclone Louie erwarb er sich, als er als Wrestler, Kraftprotz und Ähnliches tätig war. So verbog er auf Coney Island Eisenstangen um seinen Nacken oder seine Arme. Er wurde Mitglied der Eastman Gang unter Max "Kid Twist" Zwerbach. Nachdem Monk Eastman ins Gefängnis musste, kam es zu Machtkämpfen innerhalb der Gang. Lewis schlug sich auf die Seite von Zwerbach und nachdem 1904 dessen Konkurrent Richie Fitzpatrick ermordet wurde, avancierte er 
zum Leibwächter von Max Zwerbach.
In dieser Funktion wurde er praktisch die rechte Hand seines Bosses und in den Konflikt mit der Five Points Gang verstrickt. 
U.a. war er an der Ermordung eines Spielers und Fivepointers beteiligt, der als „The Bottler“ bekannt war und in der Suffolk Street auf offener Straße umgeben von zwanzig Augenzeugen erschossen wurde.
Der Streit beider Banden dauerte an und am 14. Mai 1908 gerieten Lewis und sein Boss Zwerbach in einer Bar in Manhattan in Streit mit dem Fivepointer Louis "The Lump" Pioggi, bei dem dieser letztendlich durch die Frontscheibe flog, bzw. mehr oder minder freiwillig durch diese sprang, um zu fliehen, wobei er sich die Knöchel brach.
Trotzdem gelang Pioggi die Rückkehr ins Hauptquartier der Fivepointers, zusammen mit dem Boss Paul Kelly brachen einige Gangmitglieder noch in der gleichen Nacht auf, um die Eastmans zu stellen. In einer Bar auf Coney Island wurden sie fündig. Als Zwerbach und Lewis die Bar verließen, wurden beide, offenbar durch Pioggi, erschossen.

## Folgen
Nach dem Tod der beiden zersplitterte die Eastman Gang, der größte Teil sammelte sich unter dem Kommando von Jack Zelig und die Auseinandersetzungen mit den Fivepointers dauerten an. Louis Pioggi wurde auf Grund der Schüsse auf Zwerbach und Lewis verhaftet und musste ein Jahr im Hochsicherheitsgefängnis Elmira Correctional Facility verbringen, da er erfolgreich auf eine Art von Notwehr plädiert hatte. 1912 hat dann Pioggi vermutlich seinen Freund Charley Torti auch zum Mord an Jack Zelig angestiftet.